# Lisa Sallin
Anna Elisabeth "Lisa" Sallin, ogift Söderberg, född 2 juli 1944 i Jukkasjärvi församling, är en svensk moderat politiker.
Sallin kom till Nälden i början av 1970-talet och grundade då, tillsammans med sin man, Per (Pelle) Sallin äggproducentföretaget Pelle&Lisa AB 1974. Hon är utbildad sjuksköterska och har bland annat bott i Göteborg.
Sallin valdes in i Krokoms kommunfullmäktige 2006 samt till ordförande för Krokomsbostäder AB. Posten som ordförande i Krokomsbostäder lämnade hon 2013 för att efterträda Göte Swén som kommunstyrelsens förste vice ordförande. Sallin kandiderade inte i valet 2014.